# Fuentelencina
Fuentelencina è un comune spagnolo di 314 abitanti (2022) situato nella comunità autonoma di Castiglia-La Mancia.